# Muž z Hongkongu
Muž z Hongkongu (Les Tribulations d'un Chinois en Chine) je francouzsko–italský dobrodružný film s komediálními prvky, který natočil v roce 1965 Philippe de Broca s Jean-Paulem Belmondem v titulní roli. Scénář napsali de Broca a Daniel Boulanger na motivy románu Julese Vernea Číňanovy trampoty v Číně. Hudbu složil Georges Delerue.
Hlavním hrdinou je bohatý mladík Arthur Lempereur, který je natolik unaven marným hledáním smyslu života a nejrůznějšími požadavky své snoubenky, že se opakovaně marně pokouší o sebevraždu. Svěří se starému čínskému mudrci panu Gohovi, který mu nabídne, že do měsíce zařídí jeho smrt, pokud Arthur uzavře životní pojistku v Gohův prospěch. Na útěku před nájemnými zabijáky v Hongkongu potká Arthur etnoložku Alexandrine Pinardelovou, která se živí jako barová striptérka. Nová láska mu vrátí chuť do života, a proto se Arthur s Alexandrine vydají na dobrodružnou cestu do Tibetu, aby vyhledali Goha a přiměli ho zrušit rozsudek smrti.
Originální francouzský název se shoduje s Verneovou knihou, kdežto český distribuční titul vychází z podobnosti s předchozím Belmondovým filmem Muž z Ria (volnou trilogii uzavírá Muž z Acapulca).
Kromě Hongkongu se natáčelo v Nepálu, u Tádž Mahalu nebo na ostrovech Langkawi. Představitelé ústřední dvojice byli partnery i ve skutečném životě.
Ve filmu se objevují narážky na film Dr. No.
Muž z Hongkongu byl v roce 1965 desátým nejnavštěvovanějším filmem ve Francii.

## Obsazení
| Jean-Paul Belmondo   | multimilionář Arthur Lempereur           |
| Ursula Andressová    | Alexandrine Pinardelová                  |
| Valérie Lagrange     | Alice Ponchabertová, Arthurova snoubenka |
| Jean Rochefort       | Arthurův komorník Leon                   |
| Maria Pacôme         | Suzy Ponchabertová, Alicina matka        |
| Jess Hahn            | Cornelius Ponchabert, Alicin otec        |
| Valerij Inkižinov    | Mr. Goh                                  |
| Mario David          | Roquentin                                |
| Paul Préboist        | Cornac                                   |
| Darry Cowl           | právník Biscoton                         |
| Alexandre Mnouchkine | ředitel pojišťovací společnosti          |
| Boris Lenissevitch   | ruský profesor                           |